# Сафина, Алессандро
Алессандро Сафи́на (итал. Alessandro Safína; род. 14 октября 1963, Сиена) — итальянский оперный и эстрадный певец (драматический тенор). 
Международный успех к исполнителю пришел после концерта The Night Of The Proms в Нидерландах. Сингл Luna из альбома Insieme a te в 2000 году был 14 недель на вершине голландского хит-парада.

## Биография

### Начало карьеры. «Классический» период
Алессандро увлекается музыкой с девяти лет. Его родители были горячими поклонниками оперы и с самого детства старались привить эту страсть и своему сыну. В возрасте 17 лет он поступил в консерваторию Луиджи Керубини во Флоренции. Его заявление было принято, и вскоре он начал исполнять ведущие партии в самых известных операх на различных сценах Европы. В 1989 году выиграл первый приз в Международном вокальном конкурсе имени Кати Риччарелли. Также принимал участие в постановках оперетт «Сисси», «Роз-Мари», «Орфей в аду» и «Весёлая вдова». Сафина уделял большое внимание религиозно-духовному репертуару: он исполнил «Мессу» Гуно в Базилике Сен-Дени, «Мессу ди глория» Пуччини и «Маленькую торжественную мессу».

### С середины 1990-х. «Поп-опера»
В середине 1990-х гг. Сафина решает попробовать себя в новом жанре, который сам певец назвал «поп-опера» (элементы поп-музыки, соула, мюзиклов в сочетании с академическим вокалом). Тогда же он начинает совместную работу с известным итальянским композитором, пианистом и продюсером Романо Музумарра, с которым они сначала записывают сингл «La sete di vivere» (1999), а потом и полноценный альбом «Insieme a te» (1999). Певец представил свой дебютный альбом ещё до его выхода в знаменитом театре «Олимпия» в Париже.
Успех пришёл к Сафина в Нидерландах, когда он принял участие в концерте «The Night of the Proms». Сингл «Luna» из альбома «Insieme a te», вышедший в 2000 году, продержался на вершине голландского хит-парада в течение 14 недель. Альбом «Insieme a te» был выпущен более чем в 30 странах мира, стал «золотым» в Бразилии и на Тайване и четырежды «платиновым» в Нидерландах всего за несколько месяцев.
2001 год был отмечен первым полномасштабным мировым турне Сафина. Он выступил с концертами в Нидерландах (Гааге и Амстердаме), Италии, Франции, Бельгии, Великобритании (где тенор принимает участие в концерте «Royal Variety Performance» и поет для королевы Елизаветы II вместе с другими мировыми знаменитостями), Бразилии (Сан-Паулу и Рио-де-Жанейро), США (концерт в нью-йоркском Радио-сити-холле), Канаде и Корее.
В том же 2001 году певец принял участие в записи саундтрека фильма-мюзикла База Лурмана «Мулен Руж!», исполнив композицию Элтона Джона «Your Song» в дуэте с актером Юэном Макгрегором. В сентябре того же года он выступил с концертом в знаменитом античном амфитеатре в Таормине. Концерт «Only You Live in Italy» впоследствии был показан на американском телеканале «PBS» в рамках серии концертов «Great Performances» и выпущен на DVD.
Кумир Алессандро Сафина — Энрико Карузо. Однако помимо классический музыки, певец интересуется поп- и рок-музыкой. Среди музыкальных пристрастий Сафина — группы U2, Genesis, Depeche Mode и The Clash. Современную оперу любит меньше, чем классическую.
Помимо певческой карьеры, Сафина снялся в кино. Он сыграл самого себя в сериале «Клон» и исполнил роль художника Марио Каварадосси в вольной экранизации оперы Джакомо Пуччини «Тоска» под названием «Tosca e altre due».

## Дискография

### Сольные альбомы
1. «Insieme a te» (1999, дебютный альбом)
2. «Insieme a te» (2001, переиздание)
3. «Junto a ti» (2001, испаноязычная версия альбома «Insieme a te»)
4. «Alessandro Safina» (2001, переиздание)
5. «Alessandro Safina» (2001, переиздание, добавлен бонус-трек)
6. «Insieme a te» (2002, вышел только в Италии)
7. «Musica di te» (2003)
8. «Sognami» (2007)

### Синглы
1. «La sete di vivere» (1999)
2. «Luna» (2000)
3. «Aria e memoria» (2001)
4. «Life Goes on» (duet with Petra Berger, 2007)

### Макси-синглы
1. «Luna» (2000)
2. «Insieme a te» (2001, издавался в Нидерландах)
3. «Aria e memoria» (2001)

### Концерты и DVD
1. Live In Italy «Only You», 2001 (концерт был записан в греческом амфитеатре «El Greco» в Таормине).